# Fritz Renckwitz
Fritz Renckwitz (* 12. März 1921 in Sautzschen, Kreis Zeitz; † 28. April 2020 in Berlin) war ein deutscher Funktionär der Sozialistische Einheitspartei Deutschlands (SED) und Sektorenleiter der DDR-Staatssicherheit (MfS) im Zentralkomitee der SED.

## Leben
Der Sohn eines Arbeiters absolvierte nach dem Besuch der Volksschule eine Lehre als Tischler. Er arbeitete zunächst im Beruf und kam 1940/41 zum Reichsarbeitsdienst (RAD). 1941 wurde er zum Kriegsdienst in die Wehrmacht eingezogen und geriet 1945 als Flak-Soldat in sowjetische  Kriegsgefangenschaft. Dort besuchte er 1947 eine Antifa-Schule und war dann als Lehrer eingesetzt.
1948 kehrte er nach Deutschland in die Sowjetische Besatzungszone zurück und wurde Mitglied der SED. 1949 war er Schüler und Assistent an einer Kreisparteischule, von 1949 bis 1951 Abteilungsleiter bzw. 2. Sekretär der SED-Kreisleitung Zeitz. Seit 1951 war er Angehöriger des MfS. Er begann seinen Dienst als Politinstrukteur in der MfS-Landesverwaltung Sachsen-Anhalt, war von 1951 bis 1954 Lehrer an der Schule des MfS. Nach einem Studium an der Parteihochschule „Karl Marx“ 1954/55 wurde er politischer Mitarbeiter der Abteilung Sicherheitsfragen des ZK der SED. Von 1960 bis 1975 war er Leiter des Sektors Staatssicherheit (Nachfolger von Artur Hofmann) und von 1975 bis 1986 Stellvertreter des Leiters der Abteilung für Sicherheitsfragen des ZK der SED (Nachfolger von Bruno Wansierski).  
Ein Fernstudium an der Juristischen Hochschule in Potsdam-Eiche schloss er 1969 als Diplom-Jurist ab. Am 1. Oktober 1974 wurde er von Erich Honecker zum Generalmajor ernannt.
Renckwitz war Mitglied des Vereins Gesellschaft zur Rechtlichen und Humanitären Unterstützung und lebte bis zu seinem Tod im April 2020 in Berlin.

## Auszeichnungen
- 1966 Vaterländischer Verdienstorden in Bronze und 1981 in Gold
- 1986 Ehrenspange zum Vaterländischen Verdienstorden in Gold